# Orfánio
Orfánio (Orfanio) är en ort i Grekland.   Den ligger i prefekturen Nomós Kaválas och regionen Östra Makedonien och Thrakien, i den nordöstra delen av landet, 300 km norr om huvudstaden Aten. Orfánio ligger 71 meter över havet och antalet invånare är 656.
Terrängen runt Orfánio är kuperad åt nordost, men åt sydväst är den platt. Havet är nära Orfánio åt sydväst. Runt Orfánio är det ganska glesbefolkat, med 21 invånare per kvadratkilometer. Närmaste större samhälle är Rodolívos, 16,2 km norr om Orfánio. == Kommentarer ==
1. ↑  Framräknat ur variansen i alla höjduppgifter (DEM 3") från Viewfinder Panoramas, inom 10 km radie.[2] Mer om algoritmen finns här: Användare:Lsjbot/Algoritmer.